# 印纹碘泡虫
印纹碘泡虫（学名：Myxobolus impressus）为碘泡科碘泡虫属的动物。在中国，分布于四川等，营寄生生活，寄生在墨头鱼的鳔。